# X Factor 9
X Factor 9 è una compilation, pubblicata il 27 novembre 2015. Raccoglie i brani cantati dai concorrenti della nona edizione di X Factor Italia..

## Tracce
1. Luca Valenti – Blank Space – 3:53 (Taylor Swift)
2. Eleonora Anania – Dedicato – 2:34 (Loredana Bertè)
3. Margherita Principi – Hallelujah – 4:04 (Leonard Cohen)
4. Giò Sada – The Real Me – 2:29 (W.A.S.P.)
5. Massimiliano D'Alessandro – Terra Mia – 2:04 (Pino Daniele)
6. Davide Shorty – Play That Funky Music – 3:33 (Wild Cherry)
7. Landlord – Habits (Stay High) – 2:53 (Tove Lo)
8. Eva – Everybody's Changing – 3:25 (Keane)
9. Leonardo Marius Dragusin – Wake Me Up – 3:43 (Avicii)
10. Enrica Tara – Like a Star – 4:03 (Corinne Bailey Rae)
11. Urban Strangers – Cupid's Chokehold – 3:23 (Gym Class Heroes)
12. Moseek – Time to Pretend – 3:48 (MGMT)

## Successo commerciale
Il brano più venduto dell'album è Cupid's Chokehold dei Gym Class Heroes interpretato dagli Urban Strangers, seguito dalla cover di Habits (Stay High) dei Landlord e al terzo posto Time to Pretend dei Moseek. Un discreto successo hanno avuto Blank Space (Luca Valenti), Hallelujah (Margherita Principi) e The Real Me (Giosada).